# Rothe Apotheke
Die Rothe Apotheke (seit dem Jahr 2019 MediosApotheke Hackescher Markt) ist die älteste Apotheke Berlins. Nach Restaurierungsmaßnahmen schon Mitte des 20. Jahrhunderts ist die historische Inneneinrichtung weitgehend erhalten und steht seit den 1960er Jahren unter Denkmalschutz. Sie befindet sich im Berliner Bezirk Mitte, im Haus Rosenthaler Straße, Ecke Neue Schönhauser Straße.

## In Alt-Berlin entsteht die erste Apotheke
1709 wurde Berlin durch Vereinigung der bis dahin kommunal selbstständigen Städte Berlin, Cölln, Friedrichswerder, Dorotheenstadt und Friedrichstadt zur Residenzstadt. Nach seinem Regierungsantritt 1713 trieb König Friedrich Wilhelm I. den Ausbau der Friedrichstadt, nun Bestandteil Berlins, voran. Zwischen 1725 und 1737 entstanden hier fast tausend neue Häuser. Meist zweistöckig, waren sie entsprechend den architektonischen städtebaulichen Vorstellungen des Barocks in straffer Regelmäßigkeit ausgerichtet. Um die Vergrößerung Berlins voranzutreiben, wurden vom König häufig Baustellen mit der Verpflichtung verschenkt, ein Haus zu bauen. Zu den Beschenkten gehörte der Hofrat und Leibarzt des Königs August Buddeus (1696–1753). Er bekam in der Kochstraße 22 in der Friedrichstadt ein Grundstück zugewiesen.
Nachdem Buddeus bis 1732 ein Haus errichten ließ, richtete er am 25. August des gleichen Jahres ein Gesuch an Friedrich Wilhelm I., ihm die Erlaubnis zum Betreiben einer Apotheke zu erteilen. Bereits am 7. September erteilte der König das Privileg zur „… Anlegung einer Medicin-Apotheke mit dem Materialhandel in seinem Hause auf der Friedrichstadt allhier …“ an Buddeus. Im gleichen Jahr wurde die Rothe Apotheke eröffnet. Diese Erteilung des Privilegs ist in zweifacher Hinsicht bemerkenswert: Zum einen verbot die preußische Medizinalordnung von 1724, die Friedrich Wilhelm I. selbst erlassen hatte, Ärzten eindeutig den Besitz von Apotheken. Diese Bestimmung findet sich seit der Medizinalordnung Friedrich II. von Hohenstaufen im Jahre 1231 in vielen Medizinalgesetzen. Zum anderen sollten laut königlichem Beschluss von 1720 die bereits bestehenden Apotheken reduziert und keine neuen Privilegien in Berlin vergeben werden. Buddeus hatte sich große Verdienste auf dem Gebiet der Feldchirurgie und der Anatomie erworben. Es ist also zu vermuten, dass Buddeus aufgrund seiner Stellung als königlicher Leibarzt und seiner Leistungen auf den genannten Gebieten das Privileg entgegen allen gesetzlichen Vorschriften bekam.
Buddeus, der die Apotheke durch einen Provisor verwalten ließ, starb 1753. Seine Witwe stellte an Friedrich II. den Antrag, der Familie das Privileg zu erhalten und es günstig verkaufen zu dürfen. Dem Antrag wurde stattgegeben und die Auflage erteilt, das Privileg nur an einen Apotheker zu verkaufen.

## Mitte 18. Jahrhundert bis 1806
Im April 1754 erwarb August Friedemann Thierfelder von der Witwe des Dr. Buddeus das Apotheken-Privileg für 300 Taler. Thierfelder, der aus Schenkenburg in Sachsen stammte, hatte in Berlin die medicinischen Collegia gehört und das Bürgerrecht erworben. Schon bald darauf bat er den König, die Apotheke vor das Spandauer Tor verlegen zu dürfen, denn dort entstanden gerade viele neue Wohnhäuser, und es gab dort noch keine Apotheke. Durch Kabinettsorder vom 8. Oktober 1754 wurde es Thierfelder gestattet, die Apotheke zu verlegen. Er kaufte vom Stadtverordneten Johann Friedrich Berg ein Haus und verlegte die Apotheke dorthin. An dieser Stelle – Rosenthaler Straße, Ecke Neue Schönhauser Straße – befindet sich die Apotheke noch heute.
Im Jahr 1758 erhielt Thierfelder die Konzession für den Betrieb der Apotheke. Die Apotheke führte von nun an die Bezeichnung Rothe Apotheke. Der Name nimmt Bezug auf die Fassadengestaltung des mehrgeschossigen Hauses und wurde durch einen roten Schriftzug verdeutlicht. Nachdem Thierfelder 1759 verstorben war, kaufte Karl Jacob Fritze das Haus zugleich mit dem Apothekenprivileg für 7.820 Taler von den Erben. Acht Jahre später, 1767 erwarb Carl Ludwig Kobes die Apotheke für 9.000 Taler. Nachdem er 1794 gestorben war, führte ein Verwalter die Apotheke für seine Witwe Catharina Amalia Kobes weiter. Am 24. April 1799 kaufte der ältere Sohn, Johann Carl Friedrich Kobes, seiner Mutter die Apotheke mit dem gesamten Inventar für 8.000 Taler ab.

## Im 19. Jahrhundert
Als 1806 Napoleon in Berlin einzog und der Stadt, wie allen seinen eroberten Städten, die Kriegssteuer auferlegte, mussten auch die Berliner Apotheken eine Abgabe in Höhe von 3.575 Reichstalern an die Franzosen entrichten. Die Aufteilung ergab sich aus der Größe der Apotheke – die Rothe zählte zu den größten in Berlin und hatte 300 Reichstaler zu zahlen. Im Jahre 1811 war die Rothe Apotheke hypothekarisch mit 20.300 Reichstalern belastet, wovon 14.300 Reichstaler auf das Haus fielen, da die Apotheke allein nicht den Wert besaß. 1820 konnte Kobes die Apotheke für 56.000 Reichstaler an Friedrich Wilhelm Erdmann Römhild verkaufen und sich mit 49 Jahren zur Ruhe setzen.
1828 wurde Johann Jacob Hertz neuer Besitzer der Apotheke. Neun Jahre später, 1837, verkauften Hertz’ Erben die Apotheke mit 11.000 Talern Gewinn an Carl Ludwig Kuhtz. Kuhtz wurde als ein sehr kunstliebender Mann beschrieben, der nach seinem Studium 1834 Lausanne und Rom besucht hatte und dort zum engeren Kreis von Thorvaldsen gehörte. Als Apothekenbesitzer war Kuhtz im Stadtparlament von Berlin als Gesundheitsbeamter tätig. 1851 verkaufte Kuhtz die Apotheke an Wilhelm Blell. Blell, der ab 1861 Vorsitzender des Berliner Apothekervereins war, musste aus gesundheitlichen Gründen 1863 verkaufen.
Der neue Besitzer Carl Arnold Marggraff wurde durch sein kommunalpolitisches Wirken in Berlin bekannt. 1834 als Sohn des Schulvorstehers Franz Eberhard Marggraff in Berlin geboren, begann Carl Arnold Marggraff eine Apothekerlehre. Nach seiner Gehilfenzeit in Altona und einem Medizinstudium in Berlin gehörte ihm zunächst die Apotheke König Salomon in Berlin. 1863 kaufte er dann die Rothe Apotheke. Neben seiner fachpolitischen Tätigkeit – Marggraff war Vorstandsmitglied des Norddeutschen Apothekervereins sowie Mitglied des Berliner Apothekervereins – war er im kommunalen Bereich aktiv. Seit 1866 in der Stadtverordnetenversammlung Berlins, hatte Marggraff als Stadtrat das Dezernat für städtische Stiftungsdeputation und das Dezernat für die städtische Kanalisation inne. Zusammen mit Rudolf Virchow und James Hobrecht setzte er konsequent die Kanalisation Berlins durch. In diesem Zusammenhang entstanden in und um Berlin die Rieselfelder. Aber auch der Erwerb eines großen Teiles von Land und Wald für Berlin ist seiner Initiative zu verdanken. Carl Arnold Marggraff erhielt 1911 für seine verdienstvolle Tätigkeit die Ehrenbürgerwürde der Stadt Berlin.

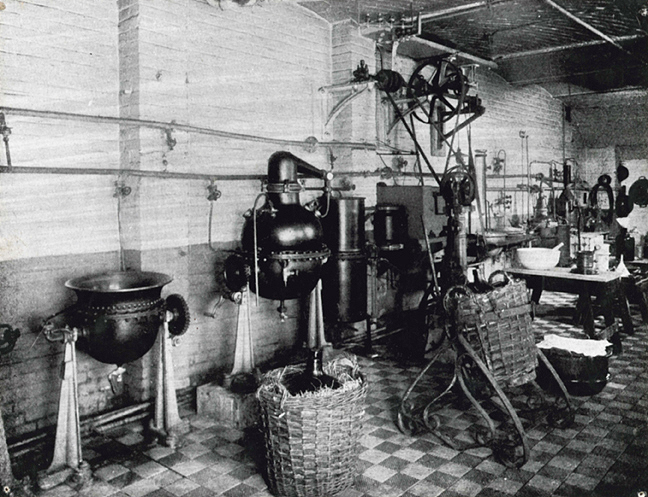
Labor um 1886

Die wirtschaftliche Situation der Apothekenbesitzer hatte sich am Ende des 19. Jahrhunderts zu deren Ungunsten verschlechtert: Die aufkommende pharmazeutische Industrie drängte die Apotheke als alleinigen Arzneimittelhersteller stark zurück. 1862 mussten die Apotheken auf das Herstellungsmonopol für Chemikalien verzichten. Die Arzneitaxe wurde überarbeitet und die Preise an die veränderten Bedingungen der Großherstellung angepasst und gesenkt. 1869 erließ die Stadtverwaltung die Verordnung über den Debit der Arzneiwaren. Hierbei handelte es sich um die Auflistung apothekenpflichtiger Arzneiwaren. Die Folge war, dass alle dort nicht genannten Artikel, die es zuvor in Apotheken gab, jetzt von Drogerien gehandelt wurden. Die vielfach bestehenden Drogerien stellten somit eine Konkurrenz für die Apotheken dar. Außerdem wurden die gesetzlichen Bestimmungen zur Konzessionsvergabe aufgeweicht, was eine Vermehrung der Apotheken zur Folge hatte. Die Aufgaben der Apotheke wandelten sich, was sich auch bei der räumlichen Konzeption neuer Apotheken bemerkbar machte. Die Offizin trat immer mehr als wichtigster Raum einer Apotheke in den Vordergrund. Auch Carl Arnold Marggraf musste sich dieser Entwicklung anpassen. Als nach dem Abriss des alten Hauses ein neues vierstöckiges Gebäude an gleicher Stelle errichtet worden war, erhielt die Offizin ein repräsentatives Aussehen. Noch heute sind die vielen Dutzend Fächer, kunstvollen Schnitzereien und das aus dem Rokoko anmutende Deckengemälde zu bewundern. Die Kellerräume beherbergten ein Labor zur Produktion von Pflanzensaft und Malzextrakten. Außerdem stellte die Apotheke Mineralwässer und Magnesiumpräparate her. Das Mineralwasser der Rothen Apotheke war bald stadtbekannt. Die Rothe Apotheke hatte auch als erste Berliner Apotheke einen Telefonanschluss, wie aus dem Telefonbuch von 1881 zu ersehen ist. Ab 1892 war Johannes Marggraff im Vorstand des Berliner Apothekervereins als Kassierer.

## Anfang 20. Jahrhundert bis Ende des Zweiten Weltkriegs
In der Gründerzeit gehörte die Apotheke zu den bekanntesten medizinischen Einrichtungen der Stadt. Nachdem der Sohn von Carl Arnold Marggraff, Johannes Marggraff, die Rothe Apotheke übernommen hatte, veranlasste er im Jahr 1929 einen Umbau der Hausfassade im damaligen angesagten Stil. Von 1901 bis 1907 hatte Johannes Marggraff den Vorsitz des Berliner Apothekervereins inne; 1907 starb er mit nur 45 Jahren. Im selben Jahr (1907) kaufte Wilhelm Wartenberg die Apotheke von den Marggraffschen Erben. Er wurde auch Mitglied des Berliner Apothekervereins. Gemeinsam mit den Apothekern Seydel und Wolschläger gab Wartenberg eine Spezialitätentaxe für Groß-Berlin heraus (aus dieser Sammlung entwickelte sich später die Lauer-Taxe). Seit 1910 stand er der Kommission zur Bearbeitung der Spezialitätentaxe des Deutschen Apothekervereins vor. Außerdem war Wartenberg Vorsitzender der Apothekerkammer für die Provinz Brandenburg und die Stadtgemeinde Berlin sowie Mitglied des Reichsgesundheitsrates. 1929 veranlasste Johannes Wartenberg den Umbau der Apothekenfront. Dadurch erhielt das Gebäude ein modernes Aussehen. Nach seinem Studium 1931 arbeitete Fritz Wartenberg, Sohn von Wilhelm Wartenberg, in der Apotheke.
Nach der nationalsozialistischen Machtergreifung 1933 wurde Wilhelm Wartenberg aufgrund seiner jüdischen Abstammung aller Ämter enthoben. Als die Arisierung deutscher Apotheken eingeleitet wurde, musste die Familie Wartenberg die Apotheke zunächst an den Apotheker Marheine verpachten. 1937 war Wartenberg gezwungen, die Rothe Apotheke für 110.000 Reichsmark an den Apotheker Richard Berger, ein Mitglied der NSDAP, zu verkaufen. 1938 erwarb die Schauspielerin Liane Haid das Apothekenhaus Rosenthaler Straße Ecke Neue Schönhauser Straße. Ein Teil der Familie Wartenberg wanderte nach dem Verkauf der Apotheke und des Hauses in die USA aus. Wilhelm Wartenberg blieb in Berlin und verstarb am 27. Januar 1942 vermutlich an einem Herzinfarkt auf einer Parkbank in Wilmersdorf. Seine Frau wurde deportiert und im Konzentrationslager umgebracht.
Dem Sohn Fritz Wartenberg gelang es, nach England zu emigrieren. Berger war bis 1945 Besitzer der Apotheke und nahm sich im Mai 1945 kurz vor Ende des Zweiten Weltkriegs das Leben.

## SBZ und DDR-Zeit
Nach der Kapitulation des Deutschen Reiches blieb die Apotheke bis November 1945 geschlossen. Danach verpachtete Frau Berger an den Apotheker Arndt und setzte ihr unterbrochenes Pharmaziestudium von 1947 bis 1948 fort. Nach ihrem Staatsexamen leitete sie die Apotheke bis 1953.
Noch in der Zeit, als Berlin von den Siegermächten verwaltet wurde, bestimmte die Verordnung über die Neuregelung des Apothekenwesens vom 22. Juli 1949, dass alle vererblichen und veräußerlichen Apothekenbetriebsrechte erlöschen.
Mit Gründung der DDR galten umfangreiche neue Bestimmungen, nun galt eine staatliche Befugnis zum Betreiben einer Apotheke. Die weiterhin neben den staatlichen Apotheken bestehenden Privatapotheken wurden in die Realisierung der Versorgungsaufgaben aller Apotheken mit einbezogen. Die Versorgung der Bevölkerung mit Medizin und anderen Dingen wurde zur gesellschaftlichen Aufgabe. Nachdem Frau Berger 1953 die DDR verlassen hatte, wurde die Apotheke geschlossen, das Vermögen vom Magistrat von Groß-Berlin verwaltet. Ende 1953 beauftragte der Magistrat die Apothekerin Magdalena Dreger, die Neueröffnung der Apotheke vorzubereiten. Der Zeitwert der Apotheke mit der Einrichtung und den Arbeitsmitteln wurde mit 16.400 Mark eingeschätzt. Laut Aussagen von Dreger befand sich die Apotheke in einem schlechten Zustand. Einige Räume mussten entsprechend den gesetzlichen Bestimmungen umgestaltet werden. Auch die Ausstattung wurde grundlegend verändert.

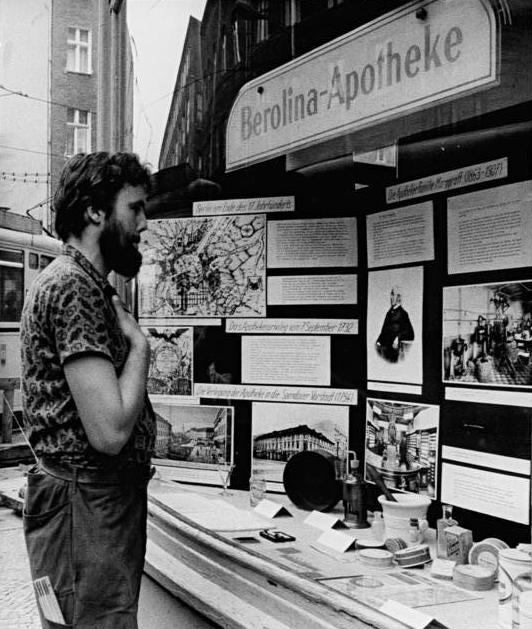
Schaukasten der Berolina-Apotheke, 1982, aus Anlass des 250-jährigen Bestehens, gestaltet mit Dokumenten aus dem Werdegang

Die Wiedereröffnung der ehemaligen Rothe Apotheke als erste städtische Apotheke im Stadtbezirk Berlin-Mitte unter dem Namen Berolina-Apotheke fand am 1. April 1954 statt. Dreger leitete die Apotheke bis zum Mai 1965 und schied dann aus Altersgründen aus. Ihr Nachfolger wurde Gotthold Falk, der aber 1967 die Apotheke schon wieder verließ. Am 1. Juli desselben Jahres übernahm der Apotheker Dieter Terborg die Leitung der Apotheke. 1971 berief ihn der Stadtrat für Gesundheits- und Sozialwesen des Magistrats zum stellvertretenden Stadtbezirksapotheker und außerdem zum Revisionsapotheker für das Territorium der Hauptstadt der DDR. Dieter Terborg hat nach der Übernahme der Leitung der Berolina-Apotheke die Zusammenarbeit zu den Ärzten des benachbarten St.-Hedwig-Krankenhauses sehr intensiviert. Fortbildungen für beide Heilberufe wurden unter seiner Federführung durchgeführt.
In den Jahren 1966 bis 1972 fanden Rekonstruktionen der Apotheke statt. So konnte ein benachbarter Laden angemietet und als Lagerraum umgestaltet werden. Die Arbeits- und Lebensbedingungen der Mitarbeiter verbesserten sich kontinuierlich. An der Holzeinrichtung der Offizin erfolgten Ergänzungs- und Konservierungsarbeiten, durchgeführt von einem Kunsttischler des Bode-Museums. Abschließend wurde 1972 das Deckengemälde durch einen Restaurator erneuert. Im März 1978 berief der Rat des Stadtbezirks Dieter Terborg zum Direktor des Bereichs Pharmazie und Medizintechnik Berlin-Mitte, dem späteren Pharmazeutischen Zentrum. Parallel blieb er Apothekenleiter. Die Berufung beinhaltete auch die Wahrnehmung der Funktion des Stadtbezirksapothekers. 1979 wechselte Apotheker Terborg in die neu eröffnete Heinrich-Klaprith-Apotheke. Ab 1980 bis nach dem Mauerfall, 1991, leitete Frau Waltraud Kadlcik die Berolina-Apotheke.

## Seit der deutschen Wiedervereinigung
Im Rahmen der Privatisierung der staatlichen Apotheken nach der Deutschen Wiedervereinigung erhielten die Apothekerin Kadlcik und die Apothekerin Wald die Option zur Führung der Apotheke als Privatapotheke. Sie übernahmen gemeinsam die Leitung und führten die Berolina-Apotheke als OHG bis 1997. Im Jahr 1990 hatte die Filmschauspielerin Liane Haid Besitzansprüche auf das Haus Rosenthaler Straße, Ecke Neue Schönhauser Straße geltend gemacht. Diese wurden abgewiesen, dagegen erhielt die Enkelin von Wilhelm Wartenberg, Carla Wartenberg, die in London lebte, das Haus zurück. Sie hatte das Gebäude rekonstruieren lassen, in dem Stil, wie es ihr Großvater Wilhelm Wartenberg 1929 hatte umbauen lassen. Die Apotheke erhielt aber nicht ihren historischen Namen zurück. Im Jahr 1997 wurde die bestehende OHG der beiden Apothekerinnen aufgelöst und Kadlcik führte die Apotheke bis zum 28. Februar 2005 allein. Dann beendete sie ihre Tätigkeit aus Altersgründen.
Im März 2005 wurde Michael Kayser neuer Inhaber der Apotheke. Er beendete seine Tätigkeit im Mai 2006, danach erwarb der Apotheker Manfred Schneider die Apotheke, der er den Namen BerlinApotheke Hackescher Markt gab. 2019 trat Anike Oleski als neue Besitzerin der Apotheke auf und nannte sie in MediosApotheke Hackescher Markt um. Die Einrichtung gehört seitdem zu einem kleinen Verbund der Medios Apotheken, die noch direkt in der Charité, in Berlin-Pankow (Garbátyplatz 1) und in der Oranienburger Straße Ecke Friedrichstraße Standorte haben sowie online erreichbar sind.

## Beschreibung der Ausstattung
Die Apotheke an dem genannten Standort (Neue Schönhauser Straße 10, Ecke Rosenthaler Straße 46/47) bestand, wie oben dargelegt, seit 1758. Bedeutend ist das Innere der Einrichtung, das mehrfach umgebaut worden war, aber die Gestaltung im Grundsatz erhalten blieb. Nennenswert und denkmalgeschützt sind die Einbauten im kleinteiligen Regalstil sowie die Wand- und Deckengemälde im reichen historisierenden Stil. Zudem sind einige historische Apothekergefäße im Verkaufsraum zu sehen. Aus den Anfängen der Apotheke ist der geschnitzte Verkaufstresen ebenfalls erwähnenswert.